# Ruwe klaver
Ruwe klaver (Trifolium scabrum) is een eenjarige plant uit de vlinderbloemenfamilie (Leguminosae) en komt van nature voor in Midden-Europa tot in West-Azië, in Noord-Afrika, op de Azoren en de Canarische Eilanden. Ruwe klaver staat op de Vlaamse Rode Lijst als zeldzaam tot zeer zeldzaam.

## Beschrijving
De plant wordt 5-25 cm hoog en heeft liggende tot meestal opstijgende, behaarde stengels. Het blad bestaat uit drie deelblaadjes. De iets leerachtige deelblaadjes zijn omgekeerd hart- of eirond en hebben een fijngezaagde rand met verbrede, naar de rand opzijgebogen zijnerven. De steunblaadjes zijn eirond met een spitse top.
Ruwe klaver bloeit van mei tot in juli en soms tot in september met witte tot roze, 4-5 mm lange bloempjes, die in een ongesteelde, eivormige, 1 cm grote hoofdjesachtige tros zitten. De kelk is even lang als de kroonbladen. De walsvormige kelk is in de vruchttijd verhout en heeft lancetvormige, stekelige, naar buiten gekromde tanden. De niet-verdikte kelkbuis is cilindrisch en alleen tussen de nerven behaard.
De vrucht is een eenzadige peulvrucht, die door epizoöchorie verbreid wordt.
Ruwe klaver komt voor op open plaatsen op droge, meestal kalkhoudende zandgrond.

## Namen in andere talen
- Duits: Rauer Klee
- Engels: Rough Clover
- Frans: Trèfle scabre